# Secuestro de los Rotter
El secuestro de los Rotter (en alemán: Rotter-Entführung) fue un secuestro fallido organizado en Liechtenstein que tuvo como blanco a Fritz Rotter y Alfred Rotter, directores de cine y directores de teatro alemanes de origen judío, por ciudadanos de Liechtenstein que simpatizaban con la Alemania nazi. El ataque contó además con el apoyo de cinco ciudadanos alemanes que se encontraban en el país.

## Antecedentes

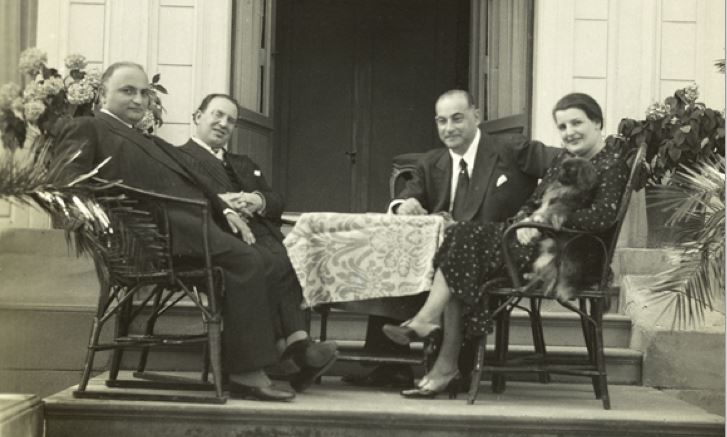
De izquierda a derecha: Fritz, Richard Tauber, Alfred Rotter y su esposa Gertrud, fotografiados en 1931.

Fritz Rotter y Alfred Rotter trabajaron como escritores y compositores y fueron propietarios de varios teatros de éxito en Berlín durante la era de la República de Weimar. Sin embargo, en 1933, debido al origen judío de los dos hombres, fueron objeto de presiones contemporáneas al ascenso del nazismo en Alemania y en enero de 1933 se vieron obligados a declararse en quiebra y emigrar a Liechtenstein. Anteriormente habían logrado naturalizarse en el país en 1931 como resultado de una iniciativa más amplia del gobierno de Liechtenstein.
Sin embargo, debido a esto, Liechtenstein se convirtió en blanco de ataques por parte de los medios de comunicación alemanes. En particular, los Rotter fueron blanco de ataques de la prensa, acusándolos falsamente de fingir su quiebra y transferir su dinero al extranjero. Como resultado, se exigió públicamente que los dos hombres fueran extraditados a la Alemania nazi para ser juzgados. Cuatro nazis locales de Liechtenstein (Rudolf Schädler, Franz Roeckle, Peter Rheinbeger y Eugen Frommelt) utilizaron las demandas de la prensa alemana como impulso para secuestrar a los dos hombres y extraditarlos por la fuerza a la Alemania nazi, lo que pretendía coincidir con la formación de un partido nazi organizado en Liechtenstein.

## Secuestro

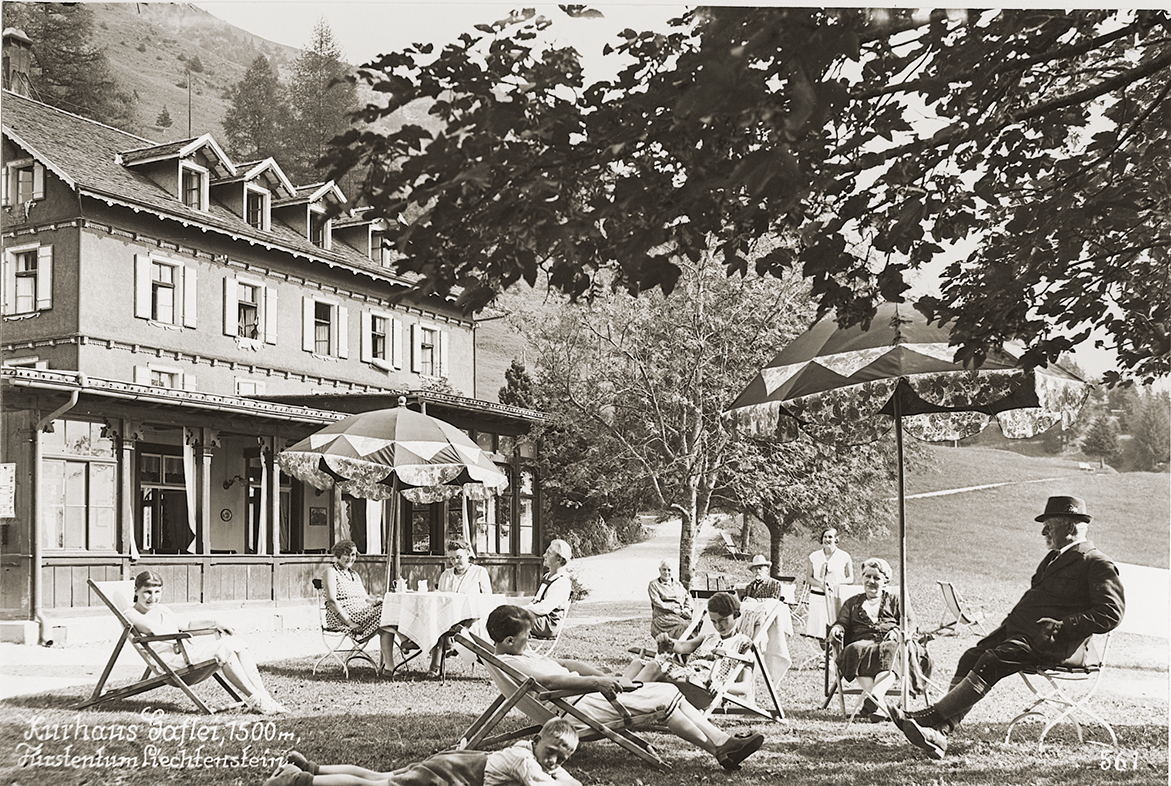
El balneario de Gaflei, lugar del secuestro, fotografiado en 1930.

El 5 de abril de 1933, Schädler convenció a Fritz y Alfred Rotter, junto con la esposa de Alfred, Gertrud Rotter, y la pareja de hecho de Fritz, Julie Wolff, para que se hospedaran en un balneario en Gaflei, en los Alpes, que él administraba. Una vez que llegaron, los cuatro hombres, junto con otros cinco ciudadanos alemanes convencidos de ayudar en el complot, intentaron secuestrarlos y meterlos en unos automóviles. Sin embargo, esto no tuvo éxito ya que se defendieron y echaron a correr.
Alfred y Gertrud se despeñaron por un barranco cercano en su huida y murieron al instante. Casi al mismo tiempo, uno de los secuestradores engañó a Fritz para que subiera a su coche con el falso pretexto de ayudarle a ponerse a salvo, aunque una vez que se dio cuenta logró dominar al conductor y saltar del coche, rompiéndose así el hombro en el proceso. Después de esto, pudo reunirse con Julie Wolff, quien también resultó herida y logró ponerse a salvo e informar al gobierno de Liechtenstein.

## Juicios y secuelas
Tras el intento de secuestro, tres de los hombres involucrados fueron arrestados en Liechtenstein, mientras que el resto fue capturado cuando intentaba huir a través de Götzis en Austria y extraditado a Liechtenstein. En junio de 1933, fueron juzgados por el secuestro. Sin embargo, tanto el asesinato indirecto de Alfred y Gertrud como la motivación política detrás del secuestro fueron deliberadamente minimizados para evitar nuevos ataques de la prensa por parte de la Alemania nazi. Al abogado de Fritz Rotter, Wladimir Rosenbaum, se le impidió leer su alegato en el que criticaba directamente el uso de la violencia por parte de los nazis. Además, se recogieron aproximadamente 700 firmas exigiendo el perdón de los alemanes implicados.
Como resultado del juicio, Schädler fue condenado a un año de prisión, mientras que Roeckle, Rheinbeger y Frommelt fueron condenados a cuatro meses. Cuatro de los alemanes implicados fueron condenados por separado a tres meses en un tribunal de Constanza. En octubre del mismo año se acordó que, para que pusieran fin a los ataques de la prensa alemana contra Liechtenstein, Schädler y Rheinbeger serían liberados anticipadamente. Schädler fue puesto en libertad al mes siguiente. Los secuestros y los juicios posteriores frenaron temporalmente la formación de un partido nazi organizado en Liechtenstein, que no se formaría hasta 1938 como Movimiento Nacional Alemán en Liechtenstein (VBDL) con Schädler como su líder inicial. Fritz Rotter y su ahora esposa Julie Wolff abandonarían poco después Liechtenstein y, con la ayuda de su abogado Wladimir Rosenbaum, vivirían exiliados en Francia hasta su muerte en 1939.

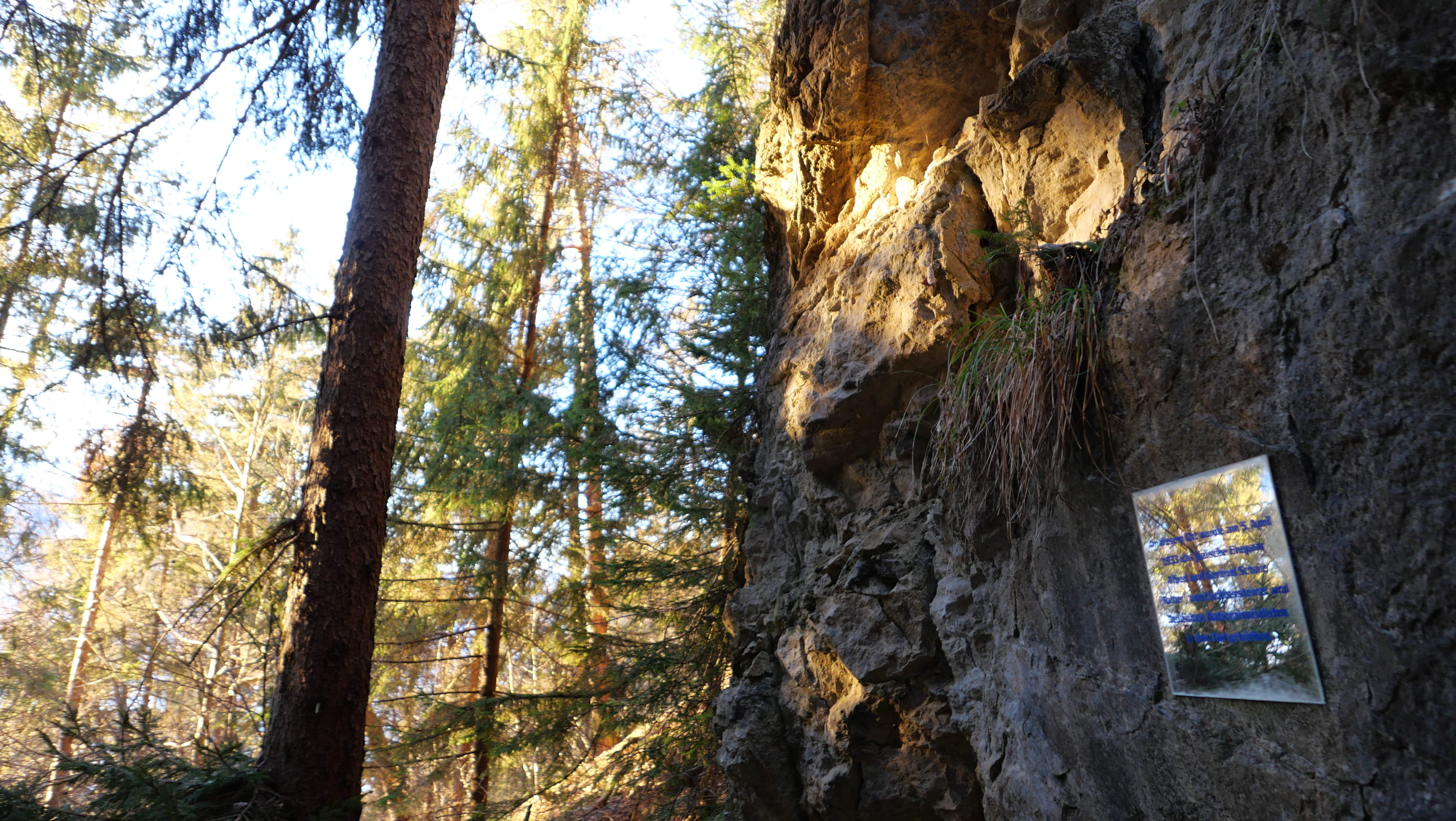
La placa en 2024.

El 5 de abril de 2002, un grupo de activistas colocó una placa conmemorativa al pie de la roca donde cayeron y murieron Alfred y Gertrud Rotter. El espejo, obra del artista de Liechtenstein Hansjörg Quaderer, lleva la siguiente inscripción:
"An diesem Ort wurde am 5. April 1933 das jüdische Ehepaar Alfred und Gertrud Schaie (Rotter) von Liechtensteiner und Deutschen Nationalsozialisten in den Tod getrieben." (Aquí fue donde el matrimonio judío Alfred y Gertrud Schaie (Rotter) fueron conducidos a la muerte por Liechtenstein y los nacionalsocialistas alemanes el 5 de abril de 1933.)
En agosto de 2022, se colocaron dos Stolpersteine en el centro de la capital de Liechtenstein, Vaduz, para conmemorar a Alfred y Gertrud Rotter.Un Stolperstein (que en alemán significa "piedra de tropiezo") es un cubo de hormigón del tamaño de un adoquín de diez centímetros que lleva una placa de latón inscrita con el nombre y las fechas de vida de las víctimas del exterminio o la persecución nazis. El proyecto Stolpersteine fue iniciado por el artista alemán Gunter Demnig en 1992 y se ha convertido en el monumento conmemorativo más grande del mundo con placas en unos 30 países. Las Stolpersteine para el matrimonio Rotter fueron las primeras de este tipo en Liechtenstein y fueron colocadas por Katja Demnig, la esposa de Gunter Demnig. La conmemoración fue iniciada por un grupo de ciudadanos interesados y apoyada por la administración municipal de Vaduz.

## Lectura adicional
- Geiger, Peter (1997). Liechtenstein in den Dreissigerjahren 1928–1939 (en alemán) (1.º edición). Zúrich: Liechtenstein Institute. ISBN 3-906393-28-3.
- Kamber, Peter (2007). Zum Zusammenbruch des Theaterkonzerns der Rotter und zum weiteren Schicksal Fritz Rotters (en alemán) 106. Vaduz: Jahrbuch des Historischen Vereins für das Fürstentum Liechtenstein.

- Datos: Q124336578
- Multimedia: Rotter kidnapping / Q124336578